# Miguel de Meneses, 4.º Marquês de Vila Real
Dom Miguel de Meneses, 4.º Marquês de Vila Real, 3.º Conde de Alcoutim e 4.º Conde de Valença (1534-1564) foi um nobre português, filho de Dom Pedro de Meneses, 3.º Marquês de Vila Real com Dona Brites de Lara. Foi governador de Ceuta. Casou-se com D. Filipa de Lancastre, sua prima, filha de D. Afonso de Lancastre, comendador-mor da Ordem de Cristo, e de D. Jerónima de Noronha, sem deixar descendência.
Sucedeu-lhe na casa de vila Real o seu irmão Dom Manuel de Meneses que veio a ser o 5.º Marquês.